# Стовбці
Стовбці (біл. Сто́ўбцы, Stoŭbcy) — місто в Білорусі, адміністративний центр Стовбцівського району Мінській області. Населення — 15,4 тис. осіб (2010).

## Географія
Місто розташоване на правому березі річки Німан.

## Історія
Перша згадка про населений пункт датується 1511 роком.
28 серпня 1870 року почалося будівництво Московсько-Берестейської залізниці у напрямку містечка Стовбці. Перший міст через річку Німан на новій лінії було закладено 13 вересня 1870 року. 1871 року побудована станція Стовбці і відкритий рух залізницею. Після відкриття залізниці річкова торгівля почала занепадати. Економічна активність у містечку придбала інші форми. Наприкінці XIX століття у Стовбцях діяли сірникова фабрика, лісопильний і смолокурений заводи.
За 1 м від станції протікає річка Німан. Раніше річка Німан була широкою та судноплавною, як вважають вчені, назва міста Стовбці, як і станції існує версія, що походить від дерев'яних набережних стовбців, за які прив'язувалися човна, щоб їх не віднесло сильною течією.
З 1921 по 1939 роки місто Стовбці разом зі станцією перебувало у складі Польщі, а станція стала прикордонною. 17 травня 1926 року почалося будівництво нині існуючої будівлі залізничного вокзалу, яке тривало 137 календарних днів або 115 робочих днів і завершилося 30 вересня 1926 року.
З 1938 року набуло статусу міста.
2 липня 1944 року радянськими військами звільнено станцію Стовбці від німецько-фашистських загарбників.